# Two Prudential Plaza
Two Prudential Plaza je mrakodrap v Chicagu ve státě Illinois (USA). Má 64 pater a se svojí výškou 303 m je šestý nejvyšší ve městě a 13. nejvyšší ve Spojených státech. Stavba je připojena k budově One Prudential Plaza. Práce na mrakodrapu byly dokončeny v roce 1990. V roce 2006 byly tyto dvě budovy prodané firmě BentleyForbes za 470 milionů dolarů.